# 2025年加拿大聯邦大選
2025年加拿大聯邦大選（英語：2025 Canadian federal election）于2025年4月28日舉行，選出第45屆加拿大國會下議院的343名議員。加拿大總理馬克·卡尼於當年3月23日請示總督瑪麗·西蒙解散國會，讓此次大選提前6個月舉行。
此次選舉是首次使用基于2021年加拿大人口普查的加拿大聯邦大選，國會總席次由338席增至343席。
選舉的結果，由總理卡尼領導的自由黨贏得大選，自由黨取得自2015年聯邦大選以來的第四次連任，儘管希望獲得多數派政府以「應對川普和美國」，但最終結果是少數派政府。這次選舉是自2000年聯邦大選以來，自由黨首次取得了40%的選票並首次自2015年以來贏得了最高民選票數；保守黨也取得自1988年聯邦大選以來首次超過40%的選票的成績，以及該黨自2003年成立以來最高民選票數和第二好的議席成績，僅次於2011年聯邦大選的多數派政府；新民主黨則自1993年聯邦大選以來首次失去官方政黨地位，創下該黨自1961年成立以來最差的議席成績。評論家認為，投票權向兩大政黨集中標誌著加拿大政治的兩極化和向兩黨制的轉變。
民調公司Pollara首席策略長Dan Arnold指出，自由黨距離多數派政府僅差約611票，保守黨距離贏得少數派政府僅差約11,826票、距離贏得多數派政府僅差約37,168票。

## 背景

### 上屆下議院選舉

1867年加拿大聯邦大選以來的聯邦選舉結果

2021年加拿大聯邦大選于2021年9月20日举行，与2019年大选相比变化不大。投票率為62.3%，較上屆下降4.7%。
- 自由党和保守党兩大傳統政黨的合計得票率約為66.36%，相比以往有所下降。反觀新民主黨、魁人政團、綠黨和人民黨等其他政黨的總得票率則有所提升。
- 時任加拿大总理賈斯汀·杜魯道领导的执政党自由党以32.62%的得票率獲得160席，雖未達多數政府門檻，但成功連任，繼續以少數政府執政。然而，這一得票率創下歷史新低，且再次低於保守黨。
- 第二大党保守党雖然以33.74%的得票率成為最高得票政黨，但在席次分配上未能超越自由黨，最終獲得119席，較上屆減少2席，未能改變反對黨地位。黨內對黨魁艾林·奧圖爾的領導產生質疑，最終導致他於2022年初被罷免黨魁職位。[13]
- 魁人政團得票率7.64%，獲得32席，與上屆相當，但得票數比上屆下降。其政黨因未能突破現有支持層，且部分選票被自由黨奪走，使其未能進一步擴大在魁北克省的勢力。
- 新民主黨獲得17.82%的得票率，贏得25席，雖比上屆增加1席，但未能達到預期的突破，繼續維持第四大黨的地位。
- 绿党表現低迷，得票率僅2.33%，較上屆大幅下降，最終僅獲2席，失去1席。其黨魁安娜美·保羅（英语：Annamie Paul）因缺乏党内支持而辞去绿党黨魁职务。[14][15]
- 人民黨得票率上升至4.94%，較上屆成長，但未能贏得任何議席。

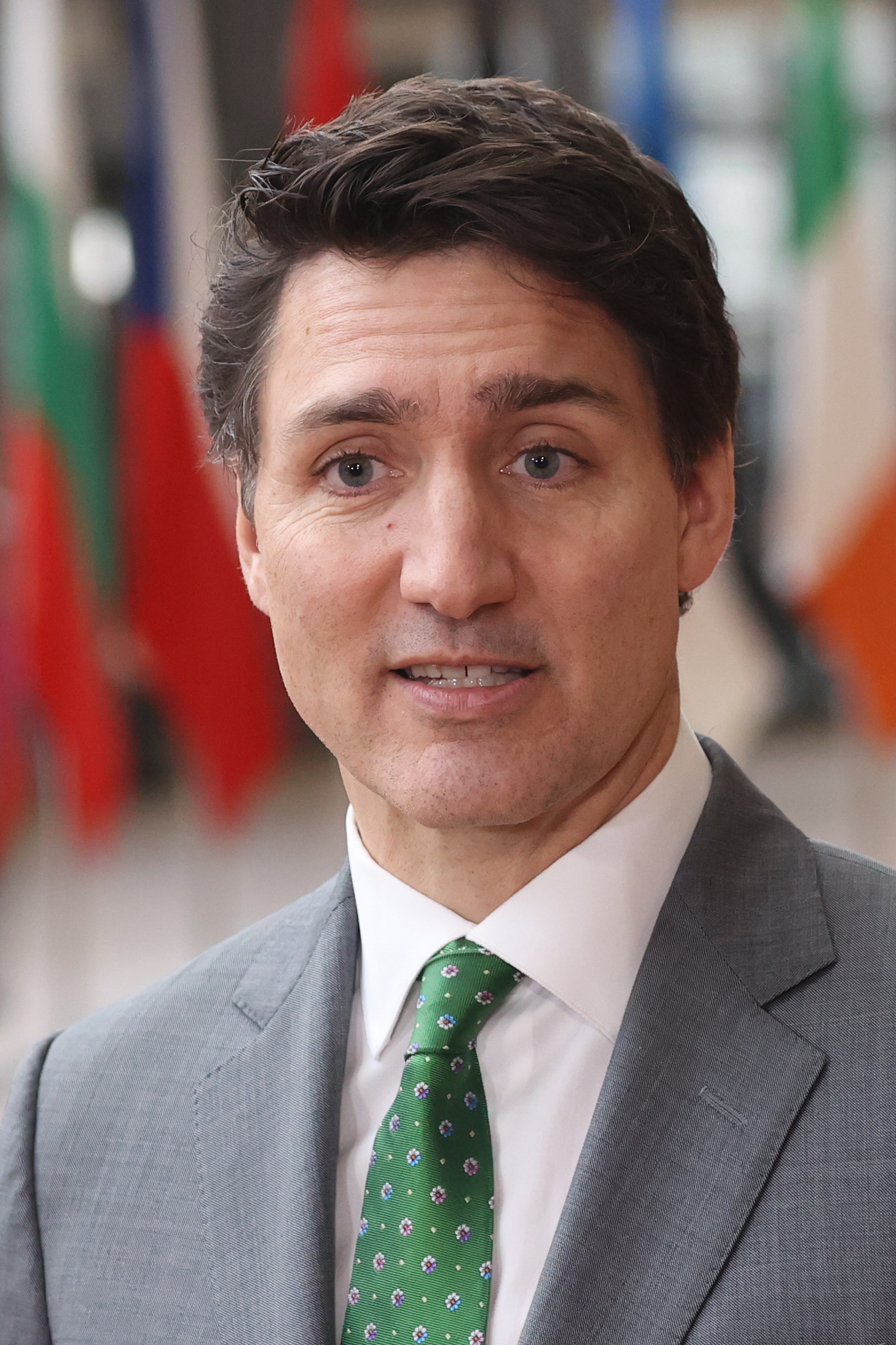
加拿大总理賈斯汀·杜魯道，2015年至2025年在任。

選後，杜魯道繼續擔任總理，領導自由黨組建少數政府。
2022年3月，自由黨與排名第四的新民主黨達成協議，後者同意在本屆國會期間提供信任與支持，以換取特定政策讓步。該協議持續至2024年9月，最終由新民主黨終止。

### 政治危機
即便政府支持度持續低迷、反對黨保守黨因生活成本危機而在民調中大幅領先，時任總理杜魯多仍堅定表示，將領導自由黨迎戰下一屆大選，並力拚第四次連任。值得一提的是，過去百年來尚無總理能連續四屆執政（杜魯道之父皮耶·杜魯道曾於1980年再度當選，但因1979年敗選而未能連續四屆執政）。然而，儘管杜魯道表達續任決心，隨著自由黨在傳統票倉的補選中失利，來自黨內要求他退位的壓力日益增加。
2024年12月，時任加拿大財政部長方慧蘭辭職，引發黨內政治危機，其後時任總理杜魯多亦在次年1月宣佈請辭。自由黨其後舉行黨魁選舉，前加拿大銀行行長、英格兰银行行長馬克·卡尼當選黨魁，成為加拿大史上第一位從沒擔任過國會職務的總理。他將需要透過這次選舉進入議會，以便利他執行總理職務。

### 大選日期
依據《加拿大选举法》的固定日期規定，加拿大聯邦選舉預定於2025年10月20日舉行。該法要求，聯邦選舉應在前次選舉投票日後的第四個日曆年十月的第三個星期一舉行。此外，《1867年憲法法令》第50條及《加拿大權利與自由憲章》第4條也規定，眾議院選舉必須在上屆選舉令發還後五年內舉行。

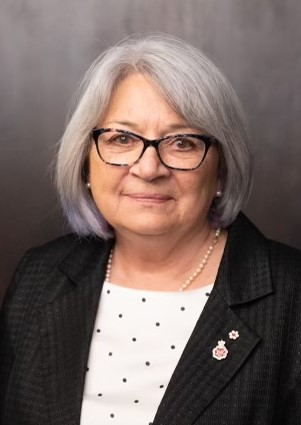
現任總督瑪麗·梅·西蒙

如果总督根据总理的建议解散议会并举行提前大選，或者下议院通过对政府的不信任动议，大選可能会提前举行。在少數派政府执政期间，提前大選的可能性更大，因为自2019年以來執政自由党並不是多数派政府。（2015-19年自由党是多数派政府）

### 日期安排
2024年3月20日，加拿大政府提出《選舉參與法》，其中包含對《加拿大選舉法》的修訂，計劃將原定的聯邦選舉日期從2025年10月20日延後至10月27日，以避免與印度教排燈節及亞伯達省的市政選舉時間衝突。此外，延後選舉日期還將使80名於2019年10月21日首次當選的國會議員達到6年服務年限，從而符合國會退休金的領取資格。
對此，官方反對黨保守黨質疑，政府真正的動機是讓議員獲得退休金資格，而非為了避免選舉日期與節日或地方選舉重疊。政府則否認這一指控。在這80名可能符合退休金資格的議員中，32人來自保守黨、22人來自自由黨、19人來自魁人政團、6人來自新民主黨，另有1名獨立議員。
由於所有反對黨均不支持選舉日期變更，該提案通過的可能性極低。新民主黨議員麗莎·巴倫已確認，將在委員會提案中維持原定的2025年10月20日選舉日期。而政府間事務部長多米尼克·勒布朗則表示，若委員會修改法案，他將「欣然尊重」其決定。
2025年1月6日，時任加拿大總理杜魯道宣布辭去總理及自由黨領袖職務，隨後宣布國會休會。由於國會提早休會，該法案最終未能完成立法程序，並在議程中遭到擱置。
之後新任總理馬克·卡尼於2025年3月23日請示總督瑪麗·西蒙解散國會，讓此次大選提前6個月舉行。此次選舉也是查理斯三世登基成為加拿大君主後首次聯邦選舉。

### 國會補選
| 2022年12月12日 | 密西沙加—湖濱選區（ON）        | █ 自由黨   | 維持 | 51.45 | +6.50  |  | 6.5   |
| 2023年6月19日  | 溫尼伯南中心選區（MB）         | █ 自由黨   | 維持 | 55.49 | +9.94  |  | 9.94  |
| 2023年6月19日  | 牛津選區（ON）                 | █ 保守黨   | 維持 | 42.92 | -4.13  |  |       |
| 2023年6月19日  | 波蒂奇—利斯加選區（MB）        | █ 保守黨   | 維持 | 64.95 | +12.43 |  | 12.43 |
| 2023年6月19日  | 恩典聖母－西山選區（QC）       | █ 自由黨   | 維持 | 50.87 | -2.90  |  |       |
| 2023年7月24日  | 卡加利傳統選區（AB）           | █ 保守黨   | 維持 | 65.63 | +7.98  |  | 7.98  |
| 2024年3月4日   | 杜林選區（ON）                 | █ 保守黨   | 維持 | 57.44 | +11.04 |  | 11.04 |
| 2024年6月24日  | 多倫多聖保羅選區（ON）         | █ 保守黨   | 奪取 | 42.11 | +16.81 |  | 16.81 |
| 2024年9月16日  | 拉薩爾—埃馬爾—凡爾登選區（QC） | █ 魁人政團 | 奪取 | 28.02 | +5.93  |  | 5.93  |
| 2024年9月16日  | 艾爾姆伍德—特蘭科納選區（MB）  | █ 新民主黨 | 維持 | 48.18 | -1.51  |  |       |
| 2024年12月16日 | 克樂佛代爾—蘭里市選區（BC）    | █ 保守黨   | 奪取 | 66.30 | +30.20 |  | 30.2  |

## 選舉制度
加拿大採用「領先者當選」的選舉制度，正式名稱為單一選區相對多數制。在每個選區中，獲得最多選票的候選人即當選，成為該選區的國會議員，並在下議院代表其選區。獲得最多席次的政黨通常會組成政府，該黨領袖則出任總理。而在國會中，擁有最多席次但未能組成政府或參與執政聯盟的政黨則成為官方反對黨，該黨相較於其他在野黨享有更高的財政資源與政治地位。
在加拿大的選舉制度下，政黨並不需要獲得全國總票數的絕對多數即可執政，且實際上極少有政黨能達到這一門檻。此外，執政黨亦不一定需要取得下議院的過半數席次，而在現行的多黨制環境下，這種情況更為常見。然而，政府要通過法案，仍需獲得國會多數議員的支持，否則可能導致政府倒台，進而由其他政黨組建新政府，或導致提前選舉。
在加拿大聯邦政治史上，曾成功執政的政黨共有三個：自由黨（自1867年起活躍至今）、舊保守黨／進步保守黨（1867–2003）、以及現代的保守黨（2003年至今）。

### 选區重新分配

按照2025年大選的選區分界，所可能產生的2021年選舉結果。

《1867年憲法法令》规定，加拿大每十年进行一次人口普查后，联邦选区必须重新分配。根据2021年加拿大人口普查的结果，2022年的选區分配于2021年10月开始，并于2023年9月完成。
联邦选区边界的分配于2024年4月23日生效。如果在此之前举行选举，选举将按照自2015年联邦大选以来一直有效的2013年选区边界进行。
2021年10月15日，首席選舉官宣布根據1867年憲法中的公式，选區分配將導致席位增加至342席。這包括將魁北克省的分配席位從78席減少到77席。联邦政府於2022年3月24日提出立法，以防止魁北克省（或任何其他省份）失去與2012年重新分配的席位數量相關的任何席位。《保護下議院省議席法》修訂了1867年憲法第51（1）款第2條，通常稱為「祖父條款」。該法案於6月15日在下議院獲得通過，於6月21日在上議院獲得通過，並於2022年6月23日獲得御准。首席選舉官於2022年7月8日宣布了新的席次配，這將導致席次增加至343席。
| 政黨   | 政黨     | 国会议员   | 国会议员   | 国会议员 |
| 政黨   | 政黨     | 舊选区边界 | 新选区边界 | 變化     |
| ------ | -------- | ---------- | ---------- | -------- |
|        | 自由黨   | 160        | 157        | ▼ 3      |
|        | 保守黨   | 119        | 126        | ▲ 7      |
|        | 魁人政團 | 32         | 34         | ▲ 2      |
|        | 新民主黨 | 25         | 24         | ▼ 1      |
|        | 綠黨     | 2          | 2          | ━        |
| 总議席 | 总議席   | 338        | 343        | 5 ▲      |

| 省和地區           | 議席 | 議席 | 每個選區的平均人口 | 變化 |
| 省和地區           | 2013 | 2023 | 每個選區的平均人口 | 變化 |
| ------------------ | ---- | ---- | ------------------ | ---- |
| 安大略省           | 121  | 122  | 116,590            | 1 ▲  |
| 魁北克省           | 78   | 78   | 108,998            | ━    |
|                    | 42   | 43   | 116,300            | 1 ▲  |
|                    | 34   | 37   | 115,206            | 3 ▲  |
| 曼尼托巴省         | 14   | 14   | 95,868             | ━    |
| 薩斯喀徹溫省       | 14   | 14   | 80,893             | ━    |
| 新斯科舍省         | 11   | 11   | 88,126             | ━    |
|                    | 10   | 10   | 77,561             | ━    |
| 紐芬蘭與拉布拉多省 | 7    | 7    | 72,935             | ━    |
| 愛德華王子島省     | 4    | 4    | 38,583             | ━    |
|                    | 1    | 1    | 41,070             | ━    |
| 努納武特地區       | 1    | 1    | 36,858             | ━    |
| 育空地區           | 1    | 1    | 40,232             | ━    |
| 加拿大             | 338  | 343  | 107,848            | 5 ▲  |

### 不再尋求連任的在任議員
截至2025年2月，已有53名國會議員宣布不會在本屆聯邦大選尋求連任。
| 政黨 | 政黨         | 人數       | 人數 |
| 政黨 | 政黨         | 2021年大選 | 當前 |
| ---- | ------------ | ---------- | ---- |
|      | 自由黨       | 38         | 38   |
|      | 保守黨       | 13         | 12   |
|      | 新民主黨     | 4          | 4    |
|      | 魁人政團     | 4          | 4    |
|      | 独立政治人物 | 0          | 1    |
| 總共 | 總共         | 58         | 58   |

## 政黨和候選人
主要參選政黨與選前席次如下：
| 政黨 | 政黨     | 意識型態                                   | 政治立場       | 黨魁                        | 上屆結果   | 上屆結果  | 選前席次  | 提名席次 | 地位   |
| 政黨 | 政黨     | 意識型態                                   | 政治立場       | 黨魁                        | 得票率 (%) | 席次      | 選前席次  | 提名席次 | 地位   |
| ---- | -------- | ------------------------------------------ | -------------- | --------------------------- | ---------- | --------- | --------- | -------- | ------ |
|      | 自由党   | 加拿大自由主義 社會自由主義                | 中間至中間偏左 | 馬克·卡尼                   | 32.62%     | 160 / 338 | 152 / 338 | 342      | 執政黨 |
|      | 保守党   | 加拿大保守主義 財政保守主義 經濟自由主義   | 中間偏右至右翼 | 博勵治                      | 33.74%     | 119 / 338 | 120 / 338 | 342      | 在野黨 |
|      | 魁人政團 | 魁北克民族主義 魁北克獨立主義 社會民主主義 | 中間偏左       | 伊夫-弗朗索瓦·布朗謝        | 7.64%      | 32 / 338  | 33 / 338  | 78       | 在野黨 |
|      | 新民主黨 | 社會民主主義 民主社會主義                  | 中間偏左至左翼 | 駔勉誠                      | 17.82%     | 25 / 338  | 24 / 338  | 342      | 在野黨 |
|      | 绿党     | 綠色政治                                   | 中間偏左至左翼 | 伊麗莎白·梅伊 喬納森·佩德諾 | 2.33%      | 2 / 338   | 2 / 338   | 232      | 在野黨 |
|      | 人民黨   | 右翼民粹主義 加拿大民族主義 保守主義       | 右翼至極右翼   | 卞聶爾                      | 4.94%      | 0 / 338   | 0 / 338   | 247      | 在野黨 |
|      | 無黨籍   | —                                          | —              | —                           | 0.19%      | 0 / 338   | 3 / 338   | 177      | 在野黨 |
|      | 缺額     | —                                          | —              | —                           | —          | —         | 4 / 338   | —        | —      |

儘管王啓榮以自由黨員身分當選，但由於太晚被黨內除名，無法在選票上改變其黨派歸屬，因此他一直以獨立人士身份參選。

## 时间线

### 2021年
- 9月27日——安娜美·保羅（英语：Annamie Paul）宣布辞去绿党黨魁职务。[48]
- 11月10日——保罗正式提交辞呈，并退出该党。[15]几天后，绿党接受了她的辞呈。 [49][50]
- 11月15日——保守黨上議员丹尼斯·巴特斯（英语：Denise Batters）发起请愿要求檢討保守黨黨魁艾林·奧圖爾的地位。[51]党主席罗伯特·巴瑟森（英语：Robert Batherson）认为该请愿书不合法。[51]第二天，巴特斯被从保守党团中除名，奧圖爾被罢免後重新加入。[52]
- 11月24日——阿米塔·库特纳被任命为绿党临时黨魁。[53][54]
- 12月5日——人民党结束对黨魁卞聶爾的檢討，他被确认继续担任黨魁。[55][56]

### 2022年
- 2月2日——奥图尔经党团投票被罢免保守党黨魁职务。[57]副黨魁甘蒂絲·伯根被党团选举担任临时黨魁。[58][59]
- 3月22日——自由党和新民主党达成信任供给协议，新民主党同意支持自由党政府直至2025年6月，以换取具体的政策承诺。[60]
- 5月24日——2022年5月24日，根據綠黨黨章規定，該黨的黨魁選舉（英语：2022 Green Party of Canada leadership election）正式啟動。[61]
- 9月10日——博勵治當選为保守党新任黨魁。[62]
- 11月19日——伊丽莎白·梅伊再次當選（英语：2022 Green Party of Canada leadership election）为绿党新任黨魁。[63]

### 2023年
- 7月26日——總理杜魯多进行重大内阁改组。[64]
- 9月26日——烏克蘭總統弗拉基米爾·澤連斯基在加拿大國會發表演講時，安东尼·罗塔因向下議院介紹烏克蘭納粹德國老兵雅羅斯拉夫·洪卡讓到場的議員和政界人士為洪卡鼓掌兩輪，宣布辞去下议院议长职务。魁人政團議員路易·普拉蒙登（英语：Louis Plamondon）被提名為临时議長。[65]
- 10月3日——自由党议员格雷格·弗格斯当选（英语：2023 Speaker of the House of Commons of Canada election）下议院议长。他是加拿大第一位有色人种的议长。[66]

### 2024年
- 5月28日——弗格斯在罢免下议院议长一职的投票中幸存下来（168票对142票）。自由党、绿党和新民主党投票反对罢免，而保守党和魁人政團则投票赞成罢免。[67]
- 6月24日——保守黨在一場联邦补选中贏得了（英语：2024 Toronto—St. Paul's federal by-election）先前由自由黨自1993年以來控制的多倫多聖保羅選區。[68][69]
- 9月4日——新民主党正式终止与自由党的信任供给协议。[70]
- 9月16日——魁人政團在一場联邦补选中以輕微優勢擊敗自由黨，贏得了（英语：2024 LaSalle—Émard—Verdun federal by-election）在位於蒙特婁的拉薩爾-埃馬爾-凡爾登選區（英语：LaSalle—Émard—Verdun）。[71]
- 11月20日 —— 亞伯達省自由黨國會議員蘭迪·布瓦索諾（英语：Randy Boissonnault）因被指控經營一家尋求聯邦合約的企業，並虛假宣稱自己為原住民，因此宣布辭去內閣職務。[72]
- 12月9日 —— 杜魯多的自由黨政府第三次面臨不信任動議，最終成功挺過。保守黨和魁人政團支持動議，但自由黨、新民主黨和綠黨聯手反對，讓政府得以續任。[73]

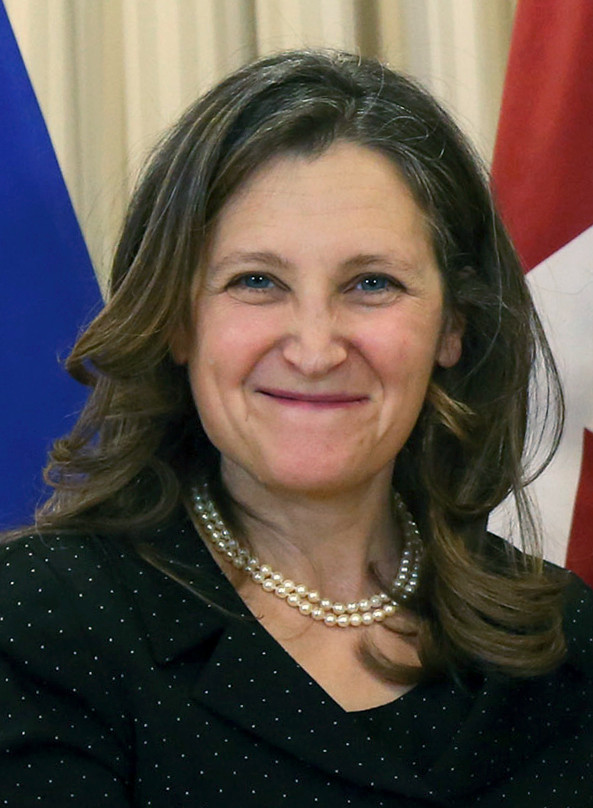
時任加拿大副总理兼財政部長方慧蘭

- 12月16日 —— 時任副總理兼財政部長方慧蘭因不滿杜魯道的財政政策，在政府發布秋季經濟報告前辭職。[74][75]同日，多米尼克·勒布朗接任財政部長，但副總理職位暫時空缺。[31][76]此外，時任住房部長（英语：Minister of Housing, Infrastructure and Communities）肖恩·弗雷澤（英语：Sean Fraser (politician)）也以個人原因辭職。[77]晚間，保守黨在一場联邦补选中贏得了（英语：2024 Cloverdale—Langley City federal by-election）先前由自由黨控制的議席克樂佛代爾—蘭里市選區（英语：Cloverdale—Langley City）。[78]
- 12月20日 —— 杜魯道再进行重大内阁改组。新民主黨宣布將提出不信任動議，要求政府下台。同時，超過20名自由黨議員公開呼籲杜魯道辭職，另有超過50名議員私下聯署信函，敦促他交出總理職位。[79][80][81]

### 2025年

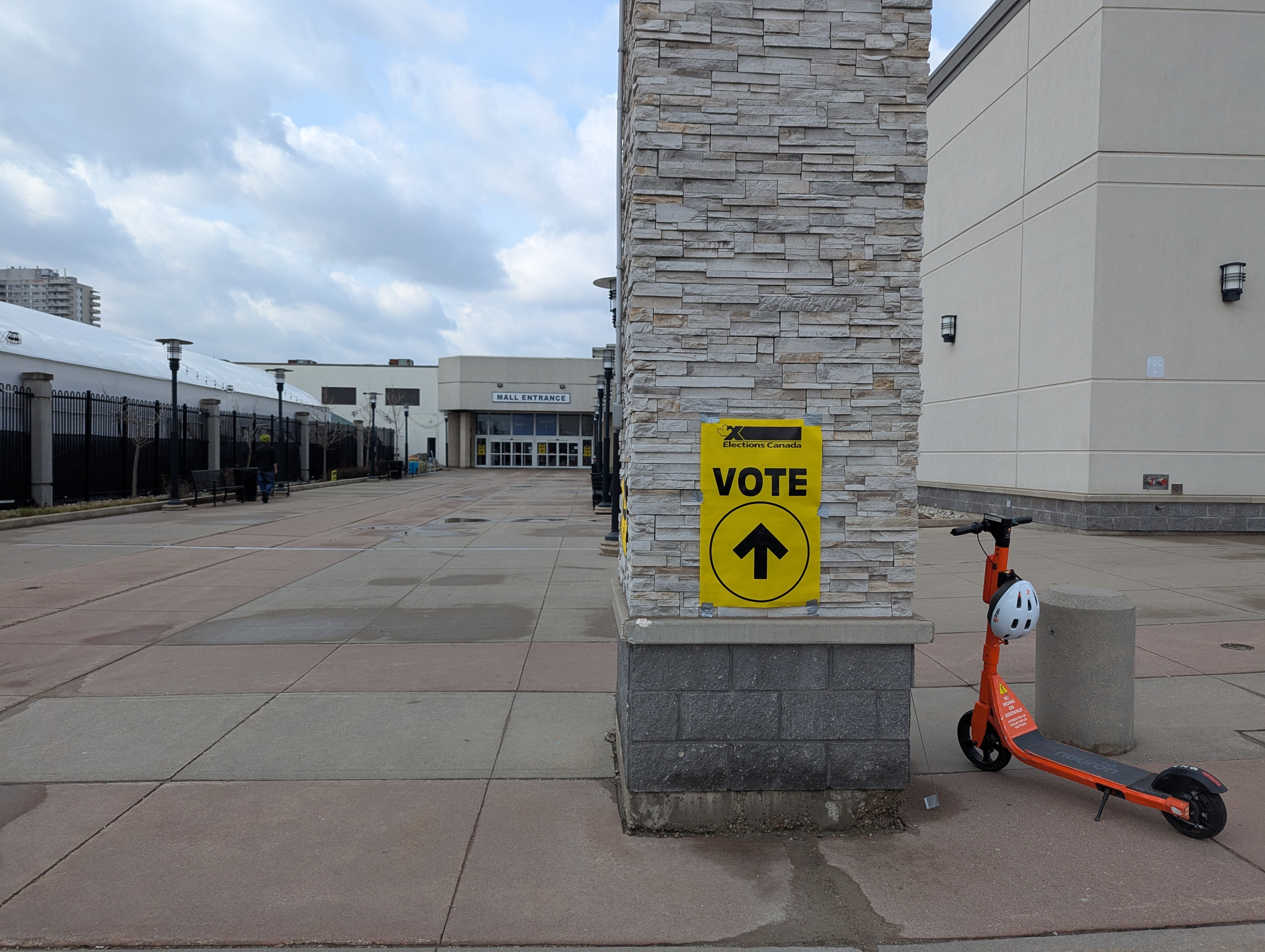
4月19日，安大略省布蘭普頓的購物世界舉行了提前投票。

- 1月6日——總理杜魯多宣佈辭職，但會留任總理和自由黨黨魁直至新黨魁繼任總理，並且已請示總督宣布國會休會（英语：Prorogation）至3月24日讓黨魁選舉在此期間能順利進行，以免因反對黨提出不信任動議而倒台。[82][83]據CBC獲悉，同日杜魯多試圖與新民主黨和魁人政團達成協議，以便他的政府能在議會再撐幾週，兩黨拒絶了請求。[84]
- 2月4日——綠黨結束聯合黨魁投票，喬納森·佩德諾（英语：Jonathan Pedneault）與伊莉莎白·梅伊一起當選為聯合黨魁。[85]
- 2月13日——人民黨黨魁卞聶爾宣布他將再次競逐博斯選區。
- 3月4日——綠黨聯合黨魁喬納森·佩德諾（英语：Jonathan Pedneault）宣布他將競逐烏特勒蒙選區（英语：Outremont (electoral district)）。
- 3月9日——馬克·卡尼當選为自由黨黨魁。[86][87][88]
- 3月14日——卡尼宣誓就任加拿大第24任總理，並任命第30屆加拿大內閣。[89]
- 3月22日——卡尼宣佈他將在尼皮安競選。[90]
- 3月23日——卡尼請示加拿大總督瑪麗·西蒙解散國會，觸發大選。[2]
- 4月1日——蔣振宇因25年1月與媒體見面時曾指，如有人將鄭敬基交予中国驻多伦多总领事馆，可獲港元100萬元懸紅，言論引發包括保守黨及多個民間組織的強烈譴責，故蔣振宇於凌晨在社交平台X發聲明指，擔任當區國會議員3年半來為「人生中最光榮的事」，並稱在加拿大面對重大抉擇的關鍵時刻，並不希望其事件影響自由黨，遂決定不再參選[91]。
- 4月7~9日——候選人提名截止日期；最終候選人名單公佈。[92]
- 4月16~17日——領導人辯論委員會（英语：Leaders' Debates Commission）主辦的領導人辯論（英语：Canadian leaders' debates）定於蒙特婁舉行。[93]
- 4月18~21日——進行提前投票作業。根據加拿大選舉局於4月22日公布的預估，約有730萬名選民完成了提前投票。[94]
- 4月22日——為至加拿大選舉局辦公室投票，或申請郵寄投票之最後期限。
- 4月28日——聯邦選舉正式舉行。

## 競選過程

### 提名
截至4月7日提名截止，加拿大選舉局表示共有1,959名候選人參加選舉。在全部343個選區中，沒有任何政黨提名了完整名單（除了魁人政團在魁北克的78個選區全部提名）。自由黨、保守黨與新民主黨各缺席一個選區，分別是波諾卡—迪茲伯里、魁北克和南岸—聖瑪嘉烈。
波諾卡—迪茲伯里的自由黨候選人扎爾納布·紮法爾因「加拿大選舉局的行政疏失」未被標示為自由黨身分，但自由黨仍支持她。保守黨在魁北克的缺席原因是「文件問題」，而新民主黨在南岸—聖瑪嘉烈的候選人則因「個人原因」退出。

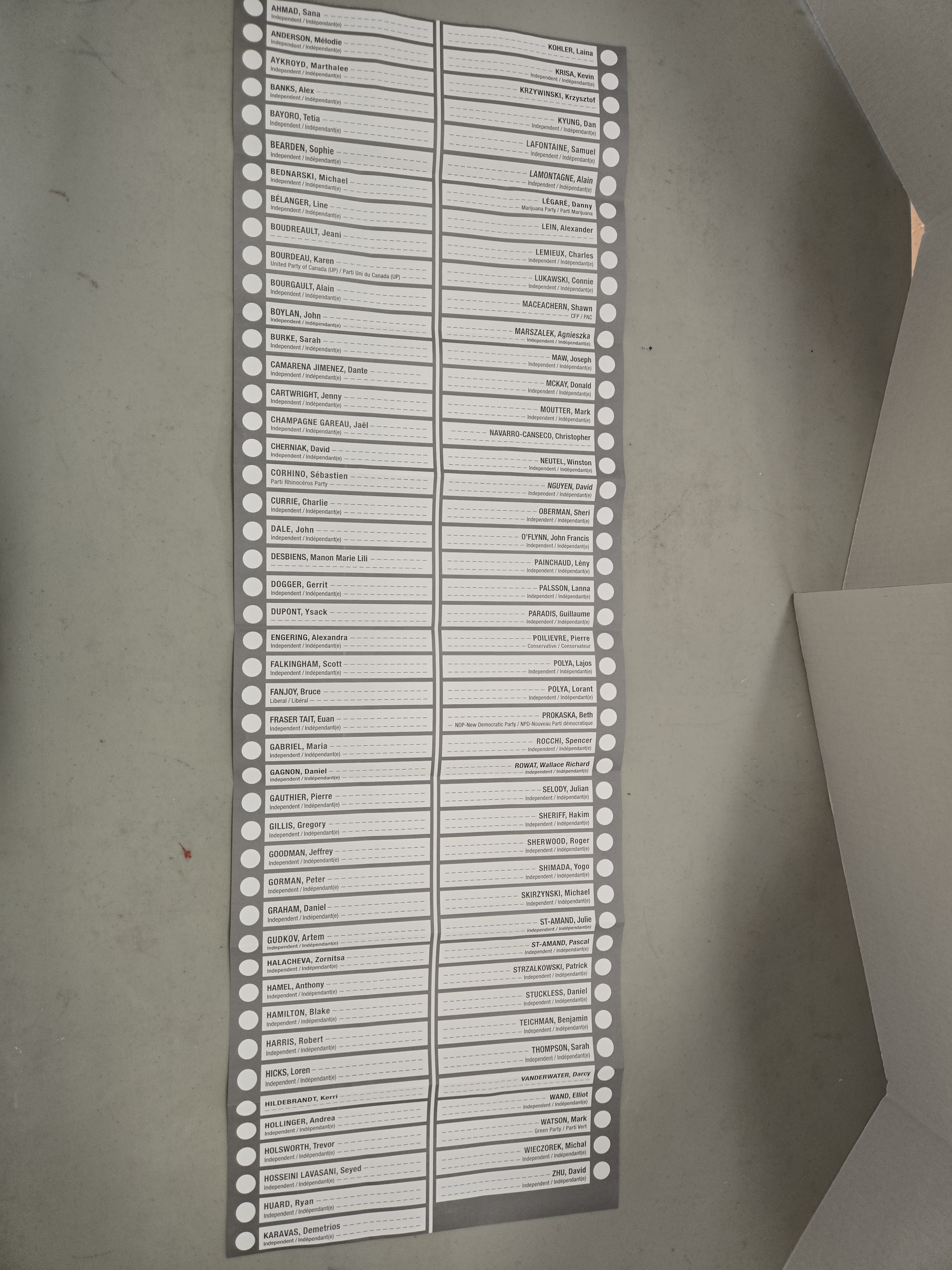
加拿大卡爾頓選區選票

「最長選票委員會」在保守黨黨魁博勵治的選區卡爾頓提名了83位無黨籍人士，使總人數達到91名。被問及為何不在其他黨魁的選區進行類似行動時，組織者表示因資源有限而無法實現。

### 競選口號
| 政黨       | 英文                                           | 法文                                                                     | 翻譯（非官方）             | 資料來源 |
| ---------- | ---------------------------------------------- | ------------------------------------------------------------------------ | -------------------------- | -------- |
| █ 自由黨   | Canada Strong                                  | Un Canada fort                                                           | 加拿大，堅韌而強大         | [ 102 ]  |
| █ 保守黨   | Canada First – For a Change                    | Le Canada d'abord – pour faire changement                                | 以加拿大為先，開創新局     | [ 103 ]  |
| █ 魁人政團 | 不適用                                         | Je choisis le Québec                                                     | 魁北克，我的選擇           | [ 104 ]  |
| █ 新民主黨 | In it for you                                  | Du cœur au ventre                                                        | 與您同行，為您發聲         | [ 105 ]  |
| █ 綠黨     | Change, Vote for it.                           | Votez pour du changement                                                 | 想要改變？從投票開始       | [ 106 ]  |
| █ 人民黨   | Common Sense Policies that put Canadians First | Des politiques fondées sur le gros bon sens qui priorisent des Canadiens | 務實之策，優先惠及加拿大人 |          |

### 政策綱領
| 政黨       | 政策綱領                           |
| ---------- | ---------------------------------- |
| █ 自由黨   | 加拿大強韌方案                     |
| █ 保守黨   | 「以加拿大為先，全面革新」行動方案 |
| █ 新民主黨 | 為人民而設的加拿大發展藍圖         |
| █ 魁人政團 | 魁北克優先發展方案                 |
| █ 綠黨     | 綠色未來投票方案                   |
| █ 人民黨   | 人民黨行動計畫與政策立場           |

### 政綱

#### 自由黨
- 將最低所得稅稅率從15%降至14%。[113]
- 對鋼鐵等大型產業徵收工業碳稅。[114]
- 針對首購族，取消價值100萬元以下新屋的商品及服務稅。[115]
- 每年建造的住房數量增加一倍，達到近50萬套。[116]
- 推出“加拿大強大通行證”，有效期為2025年6月至8月，允許18歲以下的兒童和青少年免費進入國家美術館和博物館，並在與父母一起旅行時免費乘坐維亞鐵路運營的火車。[117]
- 為加拿大廣播公司和加拿大廣播電台每年增加1.5億加元的資助，並將此類資助寫入法律。[118]

#### 保守黨
- 將最低所得稅稅率從15%降至12.75%。[119]
- 如果投資於加拿大企業，則免稅儲蓄賬戶年度繳款限額增加5,000元。[120]
- 廢除整個自由黨政府的碳定價法，包括針對企業和工業的碳稅。[121]
- 任何出售資產的個人或企業和在加拿大再投資時無需繳納資本利得稅18個月。[122]
- 取消加拿大製造車輛的商品及服務稅。[123]
- 為直接受到美國總統當勞·特朗普關稅影響的企業提供臨時貸款計劃。[124]
- 兩年內減少25%的官僚繁文縟節。[125]
- 每年削減100億元的政府顧問支出。[126]
- 打擊離岸避稅天堂挽回每年高達10億元的稅收損失，並向舉報人提供高達20%的追回稅收收入。[127]
- 取消所有購屋者購買價值低於130萬元的新房時繳納的商品及服務稅。[115]
- 推動加拿大各城市降低新房屋建設的開發費用，目標是讓各市政府削減高達5萬加元的新房屋建設經費，其中一半的損失由聯邦政府補償。[128]
- 承諾在未來五年內建造230萬套新房，透過將聯邦基礎設施資金與15%的審批增幅掛鉤，激勵城市批准建造更多住房，出售11,000處聯邦政府擁有的土地中的15%用於建造住房。[128]
- 廢除自由黨C-5法案和「抓後即放」的C-75法案，對大規模槍枝走私犯、人口販子和芬太尼販運者強制判處終身監禁。[129]
- 加強對親密伴侶暴力行為的處罰。[130]
- 政府會使用但書條款（英语：Section 33 of the Canadian Charter of Rights and Freedoms）（《加拿大權利與自由憲章》第33條）賦予法官權力，對被判犯有多項謀殺罪的人判處連續終身監禁，並且25年後不得假釋。[131]
- 四年內每年平均預算2.5億元用於資助毒癮復健中心，關閉監督注射地點（英语：Supervised injection site），並禁止注射地點在學校、遊樂場和公園等地500公尺範圍內設立。[132]
- 廢除環境評估法，加速推進管道運輸和採礦等資源項目。[133]
- 廢除C-69法案（英语：Impact Assessment Act and Canadian Energy Regulator Act），建立預先核准的能源走廊，加速全國重點能源基礎建設計畫，向新市場銷售加拿大自然資源。[134]
- 將迅速批准10個資源開採項目，包括加拿大液化天然氣（英语：LNG Canada）項目第二階段。每個項目只創建一份申請和一次環境審查，目標是在六個月內、最多一年內對申請做出決定。[135]
- 授予魁北克省根據國際流動計劃（英语：Temporary residency in Canada）選擇大多數臨時移民的權力。[136]
- 停止資助加拿大廣播公司的英語節目，同時保留其法語節目。[137]
- 改善對退伍軍人的支持。[138]
- 加強聯邦問責法（英语：Federal Accountability Act）。[139]
- 終止聯邦政府對塑膠吸管和購物袋等一次性塑膠製品的禁令。[140]

#### 魁人政團
- 呼籲聯邦政府將所有移民權力轉移給魁北克省，並在設定移民數量目標之前就其接收能力徵求該省的意見。[141]
- 打擊宗教仇恨言論。[142]

#### 新民主黨
- 取消加拿大製造車輛的商品及服務稅，並要求聯邦機構只購買加拿大車輛。[143]
- 在未來十年內，利用聯邦皇家土地建造超過10萬套受租金管制的住房。[144]
- 改造加拿大330萬戶住宅。[145]
- 將聯邦為各省和市政當局提供的住房資金與租金管制（英语：Rent regulation）等租戶保護政策連結起來。[146]
- 對全加拿大的330萬戶住宅進行改造升級。[147]
- 2030年之前僱用35,000名護士。[148]

#### 人民黨
- 削減外援支出。[149]

### 立場
| 政黨           | 自由黨                                           | 保守黨 | 魁人政團          | 新民主黨                                                            | 綠黨 | 人民黨 |
| -------------- | ------------------------------------------------ | --- | ----------------- | ------------------------------------------------------------------- | ---- | ------ |
| 媒體           | - 經濟學人 - 多倫多星報                          | - 國民郵報 - 多倫多太陽報 |                   |                                                                     |      |        |
| 公眾人物       | - 簡蕙芝 - 麥克·邁爾斯 - 尼爾·楊                 | - 政界： - 史蒂芬·哈珀 - 羅仕德 - 戴思敏 - 斯科特·莫伊 - 德魯·迪爾肯斯 - 崔維斯·托斯 - 瑪麗亞·莫拉尼 - 丹·麥克蒂格 - 商界： - 普呂姆·瓦莎 - 葛溫·摩根 - 西摩·舒立克 - 傑伊·S·亨尼克 - 保羅·高德飛 - 皮耶·拉松德 - 安東尼·S·費爾 - 霍華德·索科洛夫斯基 - 布萊恩·J·波特 - 摩西·茲奈默 - 康拉德·布莱克 - 布雷特·基塞爾 | - 馬里奧·佩爾查特 | - 尹大衛 - 瑞秋·诺特利 - 簡嘉年 - 王州迪 - 柯立倫 - 斯圖爾特·菲利普 |      |        |
| 工會和商業協會 | - 國際操作工程師聯合會793號分會 - 木匠地區委員會 | - 國際鍋爐製造工人兄弟會 - 鍋爐製造工會146號分會 - 國際裝修及相關行業聯盟第46區議會 - 聯合協會67號分會 - 聯合協會787號分會 - 國際電氣工人兄弟會2067號分會 - 國際電氣工人兄弟會568號分會 - 國際電氣工人兄弟會773號分會 - 獨立承包商和企業協會 - 加拿大管道承包商協會 - 美國和加拿大管道和管道配件行業熟練工人和學徒聯合會 - 加拿大關心製造商和企業聯盟 - 加拿大優質承包商協會 - 美國鋼鐵工人聯合會2251號分會 - 渥太華警察局協會 - 多倫多警察局協會 - 皮爾區警察局協會 - 杜林區警察局協會 - 巴里警察局協會 - 蘇聖瑪麗警察局協會 - 蒙特利爾猶太社區委員會 |                   | - 聯合運輸工會 - 加拿大公務員工會 - 美國鋼鐵工人聯合會              |      |        |

### 電視辯論
在2022年5月的報告中，領袖辯論委員會建議對未來的辯論進行多項改進，並建議該委員會繼續作為一個由公共資金支持的常設機構，負責組織領袖辯論。
2024年10月，領袖辯論委員會宣布，英語辯論將由安大略電視台的史蒂夫·派金主持，而法語辯論則由Ici資訊頻道的帕特里斯·羅伊主持。
TVA電視網亦宣布計劃舉辦獨立的電視辯論，並提議向參與者收取75,000加元，以支付節目製作費用。保守黨和魁北政團同意參加，新民主黨雖然也同意參與，但同時批評這種「付費辯論模式」；綠黨則未受邀。隨後，自由黨宣布其領袖卡尼不會參加辯論，TVA便決定取消該場辯論。
2025年4月1日，選舉委員會宣布已向魁人政團、保守黨、綠黨、自由黨及新民主黨的領袖發出辯論邀請。受邀的依據是符合以下三項條件中的至少兩項：目前在國會中擁有至少一席、在全國民調中獲得至少4%的支持率、以及在至少90%的選區提名候選人。
然而，綠黨的邀請在4月16日被撤回，因其最終僅在232個選區提名候選人（不到70%），未達成其先前向委員會承諾「在所有選區提名人選」的目標。人民黨則因未在國會中擁有席次，且民調支持率未達4%，未獲邀參與辯論。
4月15日，魁人政團與新民主黨領袖建議將法語辯論改期，原因是該辯論與蒙特婁加拿大人隊例行賽最後一場比賽撞期，該場比賽將決定球隊是否晉級季後賽。委員會雖未同意更改日期，但決定將辯論開始時間提前兩小時，改為東部時間下午6點舉行。
在法語辯論結束後的記者會上，極右翼媒體《反叛新聞》及其他右派媒體佔據了發言主導地位，導致現場其他記者提出抗議。委員會執行董事米歇爾·科米耶回應表示，他「並不知情」《反叛新聞》及與創辦人以斯拉·勒萬特相關的另一組織，已向加拿大選舉局登記為第三方廣告商。在接受CBC新聞記者大衛·科克倫採訪時，科米耶被問及記者提問分配是否公平，以及提問內容的性質。他回應說：「我們能做的，也就只能有限度地管理言論自由。」
隔日的英語辯論中，《CTV新聞》和《環球郵報》報導，以斯拉·勒萬特與其他媒體記者間發生衝突。 《環球新聞》一位記者則指稱，《反叛新聞》員工曾試圖干擾辯論的現場直播。隨後，科米耶以安全考量為由，臨時取消了原訂的記者會，而蒙特婁警方也接手現場維安。
| 2025年4月16日 | 領導人辯論委員會 | 加拿大廣播公司蒙特利爾總部 | 法文 | 帕特里斯•羅伊 | P | P | P | P | R | N | [ 219 ] |
| 2025年4月17日 | 領導人辯論委員會 | 加拿大廣播公司蒙特利爾總部 | 英文 | 史蒂夫•派金   | P | P | P | P | R | N | [ 219 ] |

### 爭議

#### 中國干涉選舉
加拿大枢密院稱，中國對香港裔保守黨候選人鄭敬基進行跨國鎮壓，在微信、TikTok、小红书等社群媒體上散布謠言意圖使其落選。
時任議員蔣振宇曾稱，鄭敬基正被中國通緝，若將其帶至中國領事館可獲得懸賞。蔣因此被批評協助中國、背棄加拿大，他最終宣布退選。

## 民意调查
根據大多數民調，保守黨自2022年自由車隊示威結束後以微弱優勢領先自由黨。自2023年夏季起，保守黨的民調支持率大幅上升，優勢擴大至兩位數直至2025年2月。
直到美國總統當勞·特朗普於2025年2月發動美加墨貿易戰威脅課徵加拿大25%的關稅後，自由黨政府在聚旗效應的加持下其支持率大幅回升，甚至有民调显示自由党支持率反超保守党。當卡尼宣誓成為新任總理時，自由黨已反超保守黨，並逼近組建多數政府的門檻。分析人士稱，此次逆轉在加拿大政治史上「幾乎沒有前例」。
特朗普對此的反應是他不在乎，特朗普在2025年3月18日福斯新聞訪問中稱他「寧願和自由黨打交道，也不願和保守黨打交道」，因為他認為「自由黨更容易地處理」，並且不滿保守黨黨魁博勵治強硬反川普的姿態。

## 選舉結果

### 選區結果一覽
| 政党                                  | 自由党                                | 保守党                                    | 魁人政團                                                      | 新民主黨                  | 绿党                        |
| 政党                                  |                                       |                                           |                                                               |                           |                             |
| 領袖                                  | 馬克·卡尼                             | 博勵治                                    | 伊夫-弗朗索瓦·布朗謝                                          | 駔勉誠                    | 伊麗莎白·梅伊 喬納森·佩德諾 |
| 領袖                                  | Mark Carney portrait May 2025 (4).jpg | Poilievre speaking on TVA Sep.15.2024.png | Yves-François Blanchet Entrevue no smile 2023 (cropped-2).png | Jagmeet Singh in 2023.png | \| \| \|                    |
| 选票                                  | 8,595,449                             | 8,113,494                                 | 1,236,338                                                     | 1,234,739                 | 238,896                     |
| 选票                                  | 43.76%                                | 41.31%                                    | 6.29%                                                         | 6.29%                     | 1.22%                       |
| 席位                                  | 169 (49.56%)                          | 144 (41.68%)                              | 22 (6.42%)                                                    | 7 (2.04%)                 | 1 (0.30%)                   |
| 席位                                  | 169 / 343                             | 144 / 343                                 | 22 / 343                                                      | 7 / 343                   | 1 / 343                     |
| Elizabeth May Juin 2024 (cropped).jpg | Jonathan Pedneault Interview.jpg      |                                           |                                                               |                           |                             |

### 選後議席
| ↓      |      |          |          |        |  |
| 169    | 1    | 7        | 22       | 144    |  |
| 自由黨 | 綠黨 | 新民主黨 | 魁人政團 | 保守黨 |  |

### 政黨席次一覽
政黨席次率
政黨得票率
| 加拿大下議院結果       | 加拿大下議院結果 | 加拿大下議院結果            | 加拿大下議院結果 | 加拿大下議院結果 | 加拿大下議院結果 | 加拿大下議院結果 | 加拿大下議院結果 | 加拿大下議院結果 | 加拿大下議院結果 | 加拿大下議院結果 | 加拿大下議院結果 | 加拿大下議院結果 | 加拿大下議院結果 |
| 政黨                   | 政黨             | 黨魁                        | 候選人數目       | 席次             | 席次             | 席次             | 席次             | 席次             | 票數             | 票數             | 票數             | 票數             | 票數             |
| 政黨                   | 政黨             | 黨魁                        | 候選人數目       | 2021             | 選前             | 2025             | ±                | %                | 總數             | ±                | %                | ±%               | % （平均得票）   |
| ---------------------- | ---------------- | --------------------------- | ---------------- | ---------------- | ---------------- | ---------------- | ---------------- | ---------------- | ---------------- | ---------------- | ---------------- | ---------------- | ---------------- |
|                        | 自由黨           | 馬克·卡尼                   | 342              | 160              | 152              | 169              | ▲10              | 49.56%           | 8,595,488        | ▲3,038,859       | 43.76%           | ▲11.14%          | 43.91%           |
|                        | 保守黨           | 博勵治                      | 342              | 119              | 120              | 144              | ▲24              | 41.68%           | 8,113,484        | ▲2,366,074       | 41.31%           | ▲7.57%           | 41.43%           |
|                        | 魁人政團         | 伊夫-弗朗索瓦·布朗謝        | 78               | 32               | 33               | 22               | ▼10              | 6.42%            | 1,236,349        | ▼65,276          | 6.29%            | ▼1.35%           | 27.65%           |
|                        | 新民主黨         | 駔勉誠                      | 342              | 25               | 24               | 7                | ▼18              | 2.04%            | 1,234,673        | ▼1,801,675       | 6.29%            | ▼11.53%          | 6.30%            |
|                        | 綠黨             | 伊麗莎白·梅伊 喬納森·佩德諾 | 232              | 2                | 2                | 1                | ▼1               | 0.30%            | 238,892          | ▼158,096         | 1.22%            | ▼1.11%           | 1.75%            |
|                        | 人民黨           | 卞聶爾                      | 247              | –                | –                | 0                | ━ 0              | –                | 136,977          | ▼704,016         | 0.70%            | ▼4.24%           | 0.94%            |
|                        | 無黨籍且無所屬   | 無黨籍且無所屬              | 177              | –                | 3                | 0                | ▼3               | –                | 39,498           | ▲7,017           | 0.20%            | ▲0.01%           | 0.31%            |
|                        | 其餘政黨         | 其餘政黨                    | 199              | –                | –                | 0                | ━ 0              | –                | 46,302           | ▲2,826           | 0.23%            | ▲0.49%           | 3.61%            |
|                        | 缺額             | 缺額                        | 缺額             | 缺額             | 4                | 不適用           | 不適用           | 不適用           | 不適用           | 不適用           | 不適用           | 不適用           | 不適用           |
| 有效票數               | 有效票數         | 有效票數                    | 有效票數         | 有效票數         | 有效票數         | 有效票數         | 有效票數         | 有效票數         | 19,641,663       | ▲2,727,388       | 99.14%           | –                | –                |
|                        |                  |                             |                  |                  |                  |                  |                  |                  |                  |                  |                  |                  |                  |
| 無效票數               | 無效票數         | 無效票數                    | 無效票數         | 無效票數         | 無效票數         | 無效票數         | 無效票數         | 無效票數         | 169,857          | ▼5,711           | 0.86%            | –                | –                |
| 總共                   | 總共             | 總共                        | 1,959            | 338              | 338              | 343              | ▲5               | 100.00%          | 19,811,520       | ▲2,721,627       | 100.00%          | –                | 100.00%          |
| 登記選民和投票率       | 登記選民和投票率 | 登記選民和投票率            | 登記選民和投票率 | 登記選民和投票率 | 登記選民和投票率 | 登記選民和投票率 | 登記選民和投票率 | 登記選民和投票率 | 28,525,638       | –                | 69.45%           | –                | –                |
| 資料來源: 加拿大選舉局 |                  |                             |                  |                  |                  |                  |                  |                  |                  |                  |                  |                  |                  |

| \| 得票率 \| 得票率 \| 得票率 \| 得票率 \| 得票率 \| \| -------- \| -------- \| ------ \| ------ \| ------ \| \| \| \| \| \| \| \| 自由黨 \| 自由黨 \| \| 43.76% \| 43.76% \| \| 保守黨 \| 保守黨 \| \| 41.31% \| 41.31% \| \| 魁人政團 \| 魁人政團 \| \| 6.29% \| 6.29% \| \| 新民主黨 \| 新民主黨 \| \| 6.29% \| 6.29% \| \| 绿党 \| 绿党 \| \| 1.22% \| 1.22% \| \| 其他 \| 其他 \| \| 1.13% \| 1.13% \| \| 無效票 \| 無效票 \| \| 0.86% \| 0.86% \| |          |  |        |        |
| 得票率 |          |  |        |        |
| |          |  |        |        |
| 自由黨 | 自由黨   |  | 43.76% | 43.76% |
| 保守黨 | 保守黨   |  | 41.31% | 41.31% |
| 魁人政團 | 魁人政團 |  | 6.29%  | 6.29%  |
| 新民主黨 | 新民主黨 |  | 6.29%  | 6.29%  |
| 绿党 | 绿党     |  | 1.22%  | 1.22%  |
| 其他 | 其他     |  | 1.13%  | 1.13%  |
| 無效票 | 無效票   |  | 0.86%  | 0.86%  |

| \| 國會議席 \| 國會議席 \| 國會議席 \| 國會議席 \| 國會議席 \| \| -------- \| -------- \| -------- \| -------- \| -------- \| \| \| \| \| \| \| \| 自由黨 \| 自由黨 \| \| 49.56% \| 49.56% \| \| 保守黨 \| 保守黨 \| \| 41.68% \| 41.68% \| \| 魁人政團 \| 魁人政團 \| \| 6.42% \| 6.42% \| \| 新民主黨 \| 新民主黨 \| \| 2.04% \| 2.04% \| \| 绿党 \| 绿党 \| \| 0.30% \| 0.30% \| |          |  |        |        |
| 國會議席 |          |  |        |        |
| |          |  |        |        |
| 自由黨 | 自由黨   |  | 49.56% | 49.56% |
| 保守黨 | 保守黨   |  | 41.68% | 41.68% |
| 魁人政團 | 魁人政團 |  | 6.42%  | 6.42%  |
| 新民主黨 | 新民主黨 |  | 2.04%  | 2.04%  |
| 绿党 | 绿党     |  | 0.30%  | 0.30%  |

### 席次增減
| 政黨 | 政黨     | 2021 | 贏得/失去 | 贏得/失去 | 贏得/失去 | 贏得/失去 | 贏得/失去 | 贏得/失去 | 贏得/失去 | 贏得/失去 | 贏得/失去 | 贏得/失去 | 2025 |
| 政黨 | 政黨     | 2021 | 自由黨    | 自由黨    | 保守黨    | 保守黨    | 新民主黨  | 新民主黨  | 魁人政團  | 魁人政團  | 綠黨      | 綠黨      | 2025 |
| ---- | -------- | ---- | --------- | --------- | --------- | --------- | --------- | --------- | --------- | --------- | --------- | --------- | ---- |
|      | 自由黨   | 157  |           |           | 12        | (18)      | 7         |           | 12        | (1)       |           |           | 169  |
|      | 保守黨   | 126  | 18        | (12)      |           |           | 10        |           | 1         |           | 1         |           | 144  |
|      | 新民主黨 | 24   |           | (7)       |           | (10)      |           |           |           |           |           |           | 7    |
|      | 魁人政團 | 34   | 1         | (12)      |           | (1)       |           |           |           |           |           |           | 22   |
|      | 綠黨     | 2    |           |           |           | (1)       |           |           |           |           |           |           | 1    |
| 總共 | 總共     | 343  | 19        | (31)      | 12        | (30)      | 17        | –         | 12        | (1)       | 1         | –         | 343  |

### 各選區結果
| 安大略省           | 49.0 | 70  | 43.8 | 52  |      |    | 4.9  | - | 1.2 | - | 1.1 | - | 122 |
| 魁北克省           | 42.6 | 44  | 23.3 | 11  | 27.7 | 22 | 4.5  | 1 | 0.9 | - | 1.1 | - | 78  |
|                    | 41.8 | 20  | 41.0 | 19  |      |    | 13.0 | 3 | 3.0 | 1 | 1.1 | - | 43  |
|                    | 27.9 | 2   | 63.5 | 34  | 6.3  | 1  | 0.4  | - | 1.9 | - | 37  |   |     |
| 曼尼托巴省         | 40.8 | 6   | 46.3 | 7   | 11.0 | 1  | 0.7  | - | 1.1 | - | 14  |   |     |
| 薩斯喀徹溫省       | 26.6 | 1   | 64.6 | 13  | 7.6  | -  | 0.6  | - | 0.8 | - | 14  |   |     |
| 新斯科舍省         | 57.2 | 10  | 35.2 | 1   | 5.2  | -  | 0.9  | - | 1.4 | - | 11  |   |     |
|                    | 53.4 | 6   | 40.8 | 4   | 2.9  | -  | 1.7  | - | 1.1 | - | 10  |   |     |
| 紐芬蘭與拉布拉多省 | 54.0 | 4   | 39.7 | 3   | 5.5  | -  | 0.1  | - | 0.6 | - | 7   |   |     |
| 愛德華王子島省     | 57.5 | 4   | 36.9 | -   | 2.5  | -  | 2.2  | - | 0.9 | - | 4   |   |     |
|                    | 53.5 | 1   | 33.3 | -   | 12.2 | -  | 1.0  | - |     |   | 1   |   |     |
| 努納武特地區       | 36.7 | -   | 26.0 | -   | 37.3 | 1  |      |   | 1   |   |     |   |     |
| 育空地區           | 53.1 | 1   | 38.5 | -   | 6.3  | -  | 2.1  | - | 1   |   |     |   |     |
| 總共               | 43.8 | 169 | 41.3 | 144 | 6.3  | 22 | 6.3  | 7 | 1.2 | 1 | 1.1 | - | 343 |
| 資料來源:          |      |     |      |     |      |    |      |   |     |   |     |   |     |

### 學生投票結果
學生投票選舉是與真實選舉並行的模擬選舉，由18歲或以下的學生參與。它們由CIVIX Canada與安大略省選舉局合作管理。學生投票選舉用於教育目的，不計入實際結果。
|        |      |          |          |        |  |  |  |  |  |  |
| 146    | 2    | 13       | 18       | 164    |  |  |  |  |  |  |
| 自由黨 | 綠黨 | 新民主黨 | 魁人政團 | 保守黨 |  |  |  |  |  |  |

|            | 保守黨     | 博勵治                      | 119        | 88         | 144        | 164        | ▲ 76       | 332,507 | 36.35% | ▲ 11.28 |
|            | 自由黨     | 馬克·卡尼                   | 160        | 118        | 169        | 146        | ▲ 28       | 290,983 | 31.81% | ▲ 7.75  |
|            | 魁人政團   | 伊夫-弗朗索瓦·布朗謝        | 32         | 21         | 22         | 18         | ▼ 3        | 20,217  | 2.21%  | ▼ 0.15  |
|            | 新民主黨   | 駔勉誠                      | 25         | 108        | 7          | 13         | ▼ 95       | 132,284 | 14.02% | ▼ 13.94 |
|            | 綠黨       | 伊麗莎白·梅伊 喬納森·佩德諾 | 2          | 3          | 1          | 2          | ▼ 1        | 68,076  | 7.44%  | ▼ 2.33  |
| 有效票總數 | 有效票總數 | 有效票總數                  | 有效票總數 | 有效票總數 | 有效票總數 | 有效票總數 | 有效票總數 | 914,540 | 不適用 | 不適用  |
| 廢票       | 廢票       | 廢票                        | 廢票       | 廢票       | 廢票       | 廢票       | 廢票       | 32,286  | 不適用 | 不適用  |
| 總投票數   | 總投票數   | 總投票數                    | 338        | 338        | 343        | 343        | ▲ 5        | 946,826 | 不適用 | 不適用  |
| 資料來源:  |            |                             |            |            |            |            |            |         |        |         |

## 選後分析
| 搖擺地圖     | 搖擺地圖     | 搖擺地圖     |
| ------------ | ------------ | ------------ |
|              |              |              |
| 兩黨選票搖擺 | 兩黨席次搖擺 | 兩黨選票份額 |

| 三元圖 | 三元圖 | 三元圖 |
| ------ | ------ | ------ |
|        |        |        |
| 2021年 | 2025年 |        |

| 在2021年投票的人中   | 在2021年投票的人中   | 比例 (%) | 比例 (%) | 比例 (%) | 比例 (%) |
| -------------------- | -------------------- | -------- | -------- | -------- | -------- |
| 在2021年投票的人中   | 在2021年投票的人中   | 自由     | 保守     | 民主     | 魁人     |
|                      | 自由黨               | 78       | 16       | 3        | 3        |
|                      | 保守黨               | 7        | 89       | 2        | 2        |
|                      | 新民主黨             | 42       | 21       | 32       | 4        |
|                      | 魁人政團             | 15       | 13       | 2        | 71       |
| 沒有參加上屆選舉投票 | 沒有參加上屆選舉投票 | 44       | 43       | 6        | 4        |

選舉結果與選前民調接近，但與2024年底的民調預估形成了巨大的反差。2024年12月，保守黨曾領先自由黨20個百分點；然而，杜魯道辭職由馬克·卡尼接任自由黨黨魁及總理，以及美國總統川普對加拿大的敵對外交政策，與批評者對博勵治貼上的「小川普」標籤拖累選情，導致了民意的顯著轉變，轉而支持自由黨。此外，策略性投票也在這次選舉中發揮了作用，讓自由黨受益。新民主黨表現下滑，也被認為與策略性投票有關。
自由黨和保守黨兩大傳統政黨的合計得票率約為85.1%，相比以往上升許多，也是1930年以來雙方支持率首次超過這一門檻。

#### 自由黨

自由黨得票率。

自由黨在本次選舉中重新奪回領先地位，結束上屆得票率敗給保守黨的局面。本次得票率達43.8%，為1980年以來最高紀錄，同時也是自2015年執政以來的最佳成績。雖然僅獲得169席，未達多數政府所需的172席門檻，但仍成功組成少數政府。
在安大略省、魁北克省、英屬哥倫比亞省以及海洋省份中，自由黨皆取得領先。魁北克席次增加最多，共新增10席；多倫多地區亦有亮眼表現，特別是在401號高速公路以南的城市和富裕地區，奪回去年補選中失去的一席，並在渥太華地區產生了壓倒性的優勢，不過，安大略省總席次較前次選舉減少5席；英屬哥倫比亞則增加6席，與保守黨僅相差1席；在曼尼托巴省，該党贏得了6個席位，僅比保守黨少1個席位。

#### 保守黨
另一方面，保守黨在本次選舉中獲得了近幾十年來的最高得票率，達41.3%，為1988年以來的最佳表現，同時也是該黨自2003年成立以來的最高紀錄。該黨共贏得144個席次，僅次於2011年組成多數政府時的表現。然而，無論是在得票率還是席次上，仍未超越自由黨。
儘管最終未能勝選，保守黨在草原三省仍維持明顯優勢。此外，在安大略省的大多倫多地區、英屬哥倫比亞省的溫哥華島及其北部沿海地區，以及一些傳統上不利於保守黨的工人階級選區（如溫莎及安大略省北部），也取得了顯著進展。保守黨在本次選舉中共增加25席，遠多於自由黨的5席增幅。其中，在安大略省增加最多，共增15席；英屬哥倫比亞增加5席，僅比自由黨少1席；在紐芬蘭與拉布拉多及魁北克省各增1席；新斯科細亞省則減少2席，目前僅保有1席。
然而，博勵治在卡爾頓選區敗給了自由黨候選人范載。當地選民向傳媒表示，博勵治支持2022年自由車隊的抗議活動，該活動佔據了市中心一部分，加上他語言風格與川普相似，並承諾削減公務員，這些因素最終導致了他在該選區的落敗。

#### 魁人政團
魁人政團在本屆選舉中僅獲得6.3%的全國得票率，在魁北克省的支持率也下滑至27.7%，最終取得22席，較上屆減少10席，對魁人政團而言，這次選舉結果是該黨在其歷史上第三差的表現。該黨未能鞏固其在魁省的優勢地位，部分關鍵選區的票源被自由黨分食，包括多名重量級黨員如國會領袖阿蘭·泰里安皆落選。

#### 新民主黨
新民主黨在本屆選舉中僅獲得6.3%的全國得票率，最終只贏得7席，創下該黨自成立以來的最差成績。與上屆相比，席次銳減18席，其中有7席來自自由黨，有10席來自保守黨，得票率亦大幅下滑，其黨魁駔勉誠也未能本拿比中選區連任成功。由於未達12席門檻，新民主黨失去官方政黨地位，這是自1993年以來首次。

#### 綠黨
綠黨僅獲得1席，比上屆少了1席，創下自2011年以來的最差表現。全國得票率為1.2%，較2021年的2.33%下降了1.13個百分點。唯一當選的席次為卑詩省的沙尼治—海灣群島選區，由黨魁梅伊成功連任。而另一個聯合黨魁佩德諾則未能在烏特勒蒙選區勝選。

## 選後反應

### 國內反應

#### 自由黨
當選舉結果得知後，自由黨黨魁卡尼發表談話，表示將以謙遜與責任感回應選民的託付。他強調，無論選民支持哪個政黨，他都會努力成為所有加拿大人的總理。他指出：「我會始終盡我所能，代表所有稱加拿大為家的人民。」
卡尼也承認此次選舉結果顯示民意的多元與分歧，並表示這是一個需要傾聽與合作的時刻。他呼籲各界放下對立，以共同利益為優先，推動實質改革與經濟轉型。他提到：「我們的政府將大膽思考，勇敢前行，確保沒有人被遺漏在後。」
在談及國際議題時，卡尼針對美國總統川普表達強烈關切。他批評川普透過加徵關稅與貿易施壓試圖削弱加拿大經濟，並公開質疑加拿大的主權。他表示：「有一個人正試圖削弱我們的經濟：唐納德·川普。」對於川普曾聲稱希望加拿大成為美國第51州的言論，卡尼則堅定回應：「美國不是加拿大，加拿大永遠、絕對不會以任何形式成為美國的一部分。」

#### 保守黨
選舉結果公布後，保守黨黨魁博勵治發表了敗選演說。他坦然承認選舉失利，並表示尊重加拿大人民的選擇。他首先感謝來自全國的支持者與志工，並指出，儘管未能成功組建政府，保守黨在此次選舉中仍取得了顯著的成果。他提到，保守黨成功獲得超過20個席位，並達成自1988年以來的最高得票數，對此他表達了感謝。
博勵治指出，儘管保守黨未能為新民主黨和自由黨提供足夠席位以組成聯合政府，最終自由黨仍組建了少數政府。他強調，加拿大的民主過程與選民選擇應該得到尊重。他表示，保守黨將繼續負責監督自由黨政府的施政，並祝賀總理卡尼能繼續領導這個少數政府。
談及未來，博勵治提到，他會繼續擔任保守黨領袖，並表示保守黨將繼續在議會中擔任有效的反對黨，關注經濟、生活成本、住房等議題，並捍衛加拿大人民的利益。
他呼籲黨內保持團結，不因一次挫敗而氣餒，而是應從中吸取經驗，為未來的挑戰做好準備。他表示：「這場選舉並非終點，而是我們下一個旅程的開始。」
而在博勵治失去了其自己所在的卡爾頓選區後，保守黨議員達米安·庫雷克宣布將會辭職，以便讓博勵治參加接下來的補選。庫雷克在阿爾伯塔省巴特河—克勞福特選區以超過80%的選票再次當選，該選區是保守黨最穩固的選區之一，而卡尼也說將在收到請求後要求總督西蒙頒發補選令，並表示：「我會確保盡快進行……不玩把戲、沒有拖延，直接處理。」博勵治則對庫雷克表示感激，並坦言這讓他有機會透過補選重返國會。
在博勵治正式重返下議院之前，他將沒有資格繼續擔任反對黨領袖，因此前保守黨領袖安德魯·熙爾被任命為下議院臨時領袖。

#### 魁人政團
當選舉結果得知後，魁人政團黨魁布朗謝承認其政黨在選舉中遭遇挫敗，他接受選民對選舉結果的裁定，並坦承政黨在此次大選中遭遇了損失。然而，布朗謝將這一結果歸咎於川普總統的關稅戰及其將加拿大變成第51個州的言論，以及自由黨利用加拿大人恐懼心理的策略，他強調魁人政團將持續捍衛魁北克的利益，並呼籲國會內各政黨展開合作，以共同面對國家的挑戰與責任。他表示，即使在失利之後，魁人政團也將以建設性態度參與國會運作，確保選民的聲音在聯邦層面上不被忽視。
布朗謝也指出，選民給予他們關鍵少數的席次意味著魁人政團應該在議會中發揮影響力，特別是在少數政府的局勢下。他補充說：「我們會坦率地表達魁北克的立場，但不會讓加拿大其他地區感到威脅或不安。」

#### 新民主黨
在選舉之夜，新民主黨黨魁駔勉誠於本拿比中聯邦選區選區落敗，且新民主黨失去具官方地位政黨後，正式宣布將辭去黨魁職務。他在聲明中坦率承認，選舉的結果令人失望，但他也表示，這是民主制度的一部分，作為黨魁，他必須為結果負起政治責任。
駔勉誠指出，他已正式通知黨內高層，自己將辭去領導職位，並表示在選出臨時領袖之前，會協助黨的過渡工作。他說：「帶領新民主黨是一生難得的榮譽，雖然今天的結果令人痛心，但我對這個黨的信念從未動搖。我相信，現在是時候讓新的聲音、新的能量帶領我們邁向下一章。」
之後戴偉思於2025年5月5日被選為臨時黨魁，直到下次的黨魁選舉。

#### 綠黨
當選舉結果揭曉後，綠黨聯合黨魁梅伊表示，對於能再次獲得選區選民的信任與支持感到欣慰，並對綠黨在少數政府格局中仍能保有一席之地充滿期待。她坦言，儘管綠黨在全國表現未如理想，選票支持率創下新低，但她仍堅信環境與正義議題的重要性，並將持續在國會中為此發聲。梅強調，個別勝選並非終點，而是推動全國環保政策與民主改革進程的一部分，她也對未來有機會在國會中扮演更積極角色表達開放態度。
另一方面，綠黨聯合黨魁佩德諾則說他對選舉結果僅贏得1席且未能獲得選民廣泛支持感到遺憾，並坦言綠黨在此次選舉中未能達成預期的突破。他指出，作為共同領袖，自己有責任為選舉結果負起政治責任，因此選擇辭去領導職務。他強調，這個決定並非出於個人挫敗，而是出於對政黨責任政治的尊重。

### 國際反應

#### 各國領導
- 英国: 英國首相施凱爾祝賀馬克·卡尼在選舉中勝出，並強調加強英加經濟關係的重要性，指出雙方將共同致力於為兩國勞工階層帶來安全與繁榮。[253]
- 法國: 法國總統馬克宏祝賀卡尼當選，讚揚他在當前全球挑戰中展現出強大的加拿大領導力。馬克宏表示期待進一步加深法加兩國的友誼，並強調將與這位新任加拿大領導人「肩並肩」合作。[254]
- : 澳洲總理艾班尼斯祝賀卡尼當選，並表示將致力於強化澳加之間歷久彌新的友誼。他強調在全球局勢不穩之際，雙方持續合作對兩國人民都有深遠益處。[255]
- 印度: 印度總理莫迪祝賀卡尼及自由黨在選舉中獲勝。他強調印度與加拿大之間共享的民主價值、對法治的堅定承諾以及緊密的民間交流，並表示期待與卡尼合作，深化雙邊夥伴關係，為兩國人民創造更多機會。[256]
- 乌克兰: 烏克蘭總統澤倫斯基祝賀卡尼與自由黨在加拿大大選中獲勝，並對加拿大一貫堅定的支持表達深切感謝。他肯定加拿大在軍事、財政與人道援助上的領導角色，以及對俄羅斯實施制裁的原則立場。澤倫斯基表示，相信雙方將在追求和平、公義與安全的共同理念下，進一步加強夥伴關係。[257]
- 捷克: 捷克總理費亞拉祝賀卡尼贏得選舉，強調加拿大是捷克共和國的重要夥伴與盟友。他表示期待加強雙邊合作，不僅在北約架構內，也涵蓋加拿大與歐盟之間更廣泛的關係。[258]
- 马来西亚：馬來西亞首相安華祝賀卡尼在加拿大大選中獲勝，稱此次的選舉標志著加拿大翻開新篇章。他希望新政府能與卡尼緊密合作，進一步加強兩國關係。[259]
- 巴西: 巴西總統魯拉對卡尼贏得選舉表示誠摯祝賀，並強調巴西願進一步拓展與加拿大在「人權推廣與保障、氣候變遷對策」等共同關注領域的合作。他亦表達對推進南方共同市場與加拿大政府潛在合作協議的高度關切與期望。[260]
- : 克羅埃西亞總理普蘭科維奇祝賀卡尼當選，並表示：「我期盼我們能加強未來的合作與雙邊關係。身為北約盟邦，克加兩國將持續共同面對挑戰，守護我們所共享的核心價值。」[261]
- 爱沙尼亚: 總統卡里斯向卡尼致上誠摯賀意，讚揚加拿大在促進國際安全與捍衛民主價值方面的領導地位，並強調愛沙尼亞珍視與加國間的深厚友誼。他表示，期待未來雙邊及跨大西洋體系中能建立更緊密的合作關係。[262]總理米哈爾亦對卡尼及自由黨表達祝賀。[263]
- 芬兰: 芬蘭總理奧爾波祝賀卡尼當選加拿大總理，並期盼芬加兩國在未來持續維持密切合作。他同時向卡尼在新職務上獻上最誠摯的祝福。[264]
- 德国: 時任德國總理蕭茲祝賀卡尼在選舉中獲勝，並強調兩國擁有共同的價值觀。[265]
- 冰島: 冰島總理克麗絲特倫祝賀卡尼當選，並表示冰島視加拿大為其最親近的盟友之一。[266]
- 日本: 日本首相石破茂對卡尼當選表達誠摯祝賀，並表示期待與其緊密合作，進一步強化日加戰略夥伴關係，並攜手推動自由且開放的印太願景。[267]
- 拉脫維亞: 拉脫維亞總統林克維奇斯向卡尼祝賀其在選舉中勝出並續任總理。他指出，拉加之間擁有穩固的雙邊關係，並特別感謝加拿大在領導北約駐拉多國部隊方面的貢獻，期待雙方持續深化合作。[268]
- 立陶宛: 立陶宛總統瑙塞達對卡尼先生勝選表示熱烈祝賀，並期待兩國關係持續發展。[269]
- 盧森堡: 盧森堡總理弗里登祝賀卡尼在選舉中獲勝，並表示期待未來進一步拓展與加拿大的合作關係。[270]
- 荷蘭: 荷蘭總理斯霍夫對卡尼贏得加拿大選舉並續任總理表示誠摯祝賀，並期待雙方進一步強化雙邊合作。[271]
- 新西兰: 紐西蘭總理盧克森祝賀卡尼當選，並強調紐加兩國擁有諸多共同價值與合作潛力。他表示期待與卡尼展開實質合作，共創未來。[272]
- 挪威: 挪威總理約納斯·加爾·斯特勒向卡尼表達祝賀，讚揚加拿大作為親密的盟友與重要合作夥伴在國際安全、烏克蘭、北極與氣候等議題上展現領導力，並強調「唯有團結，我們才能展現真正的力量」。[273]
- 瑞典: 瑞典總理克里斯特松祝賀卡尼當選加拿大總理，強調瑞加兩國擁有堅實的友誼與盟邦關係，並期盼進一步拓展現有的卓越合作。[274]
- 臺灣: 中華民國總統賴清德向卡尼及自由黨表達誠摯祝賀，對加拿大長期支持台灣表示感謝，並期待雙方在科技創新、文化交流等多元領域深化合作，持續強化雙邊關係。[275]
- 美国: 美國總統川普向卡尼總理致賀，祝賀其在大選中獲勝。雙方並已同意近期舉行會晤，進一步推動美加關係。[276][277]

#### 組織機構
- 欧洲联盟: 歐盟執委會主席馮德萊恩向卡尼及自由黨表達誠摯祝賀，讚揚其於大選中獲得人民的支持。[278]
- 北大西洋公约组织: 北約秘書長馬克·呂特祝賀卡尼勝選，強調加拿大作為北約重要成員的貢獻，並期盼雙方在強化聯盟、防務投資與工業產能擴展方面持續合作，共築更強大且更公平的同盟。[279]